# Frederic Ramsey
Charles Frederic „Fred“ Ramsey junior (* 29. Januar 1915 in Pittsburgh; † 18. März 1995 in Paterson) war ein US-amerikanischer Jazz- und Bluesautor, Fotograf und Plattenproduzent.

## Leben
Ramsey war der Sohn des Malers Charles Frederic Ramsey (1875–1951). Er besuchte die Schule in New Hope (Pennsylvania), studierte an der Princeton University Französisch mit dem Bachelor-Abschluss 1936 und war dann bis 1939 beim Verlag Harcourt Brace. 1939 gab er bei Harcourt Brace mit Charles Edward Smith (1904–1970) das grundlegende Buch Jazzmen heraus, eines der ersten Bücher über Jazzmusik in den USA. Autoren waren unter anderem William Russell und Stephen W. Smith (die das New Orleans Kapitel verfassten). 1941/42 arbeitete er für das Landwirtschaftsministerium und 1942 für Voice of America. Er schrieb Artikel über Jazzgeschichte für Down Beat, so ein Interview mit George Baquet 1941.
Ab den 1950er Jahren widmete er sich der Erforschung volkstümlicher Musik des amerikanischen Südens und führte mit einem Guggenheim-Stipendium Interviews und machte Aufnahmen für Folkways Records. Darunter waren Bluesmusiker wie Leadbelly und Ramsey gehörte zu einer Gruppe New Yorker Plattensammler (sie nannten sich Blues Mafia), die eine Rolle beim Blues Revival der 1960er spielten. Außerdem betreute er für Folkways eine Reihe mit frühem Jazz (Reihe Jazz).
Ab 1970 arbeitete er mit dem Institute for Jazz Studies der Rutgers University (wo auch sein schriftlicher Nachlass ist) und erforschte unter anderem Mitte der 1970er Jahre das Leben der Jazz-Legende Buddy Bolden. 1987 präsentierte er Interviews mit Musikern aus der Frühzeit des Jazz bei National Public Radio. Die Originale seiner Feldaufnahmen afroamerikanischer Musik in den Südstaaten sind heute bei der Smithsonian Institution.

## Schriften
- Herausgeber mit Charles Edward Smith Jazzmen: The Story of Hot Jazz Told in the Lives of the Men Who Created It, Harcourt Brace 1939, Limelight Editions 1985
- mit Charles Edward Smith, Charles Payne Rogers, William Russell The Jazz Record Book, New York: Smith and Durrell 1942
- A Guide to Longplay Jazz Records, New York: Long Player Publications 1954, Da Capo 1977
- Been Here and Gone, Rutgers University Press 1960, University of Georgia Press 2000
- Where the Music Started: A Photographic Essay, Rutgers University Institute of Jazz Studies 1970
- Herausgeber Jazzways. A yearbook of Hot Jazz, 1946/47 (nur diese Jahrgänge der Zeitschrift erschienen)
  - mit einem Beitrag von Ramsey Going Down State Street über die Anfänge des Chicago Jazz